# Cheung Chau Bun Festival

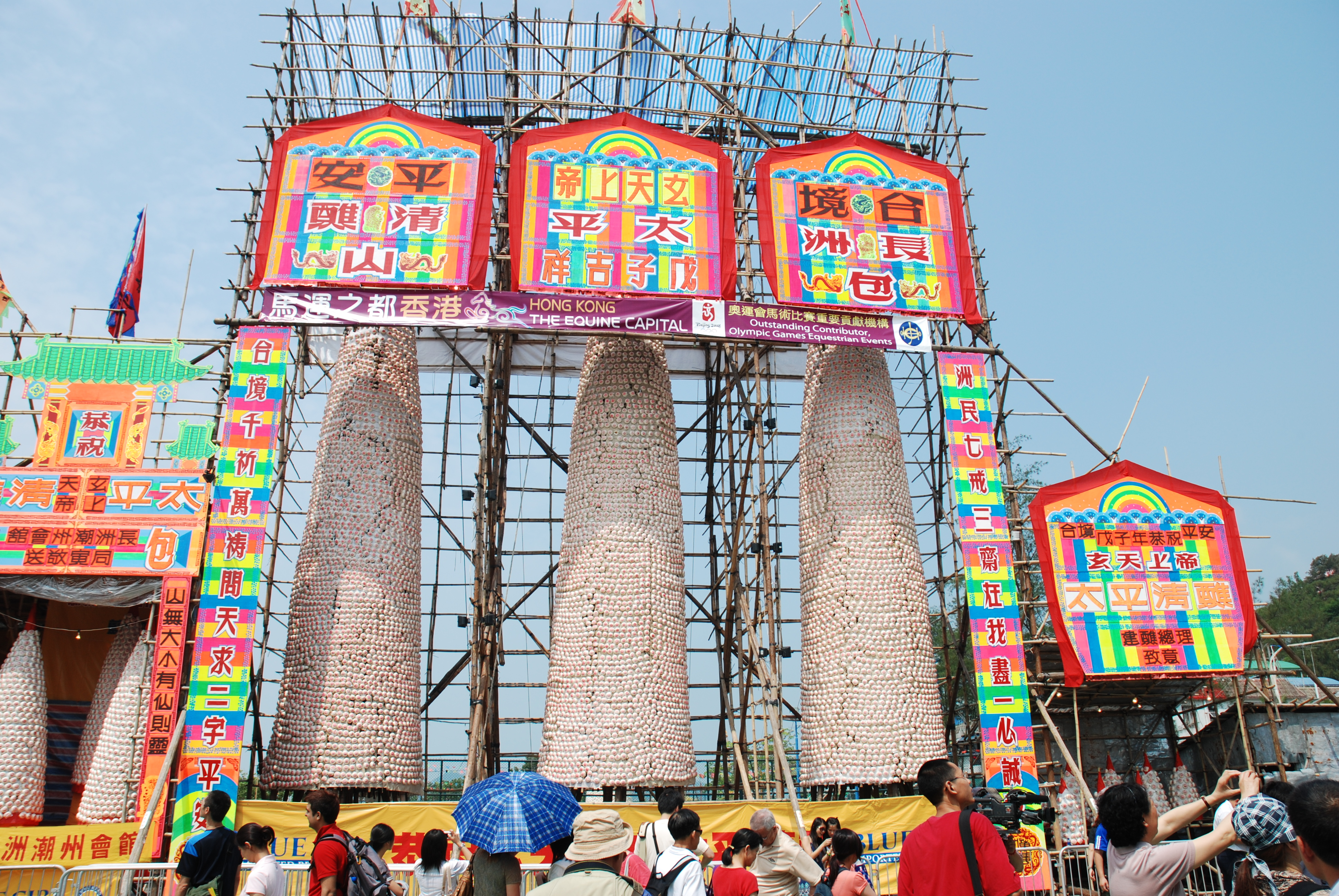
Ein Berg von Ping On Buns den man während des Festivals erklettern muss.

Das Cheung Chau Bun Festival (chinesisch 包山節, Pinyin Bāoshān Jié, Jyutping Baau1saan1 Zit3 – „Dampfnudelfest“, amtlich Cheung Chau Da Jiu Festival, 長洲太平清醮,  Chángzhōu Tàipíng Qīngjiào, Jyutping Coeng4zau1 Taai3ping4 Cing1ziu3, dt. auch „Fest der hungrigen Geister“) ist ein traditionelles chinesisches Festival auf der Insel Cheung Chau in Hongkong. Das Festival findet jährlich statt und ist wahrscheinlich das bekannteste der verschiedenen Da Jiu-Festivals. Das Schriftzeichen 醮 – kantonesisch jiu, hochchinesisch jiao  – steht im Chinesischen für einen daoistischen Fürbitte bzw. Opferzeremonie.
Vergleichbare traditionelle Veranstaltungen gibt es in den verschiedenen ländlichen Gegenden Hongkongs, aber auch in Fujian, Guangdong, Sichuan und auf der Insel Taiwan. Das Festival findet nicht immer jährlich statt. Die Intervalle zwischen den Festen können zwischen jährlicher, zehnjähriger Abfolge oder einer einzigen Wiederholung innerhalb des 60-Jahren-Zyklus betragen (gemäß der Jahreszählung im Chinesischen Kalender).

## Bräuche und Sitten

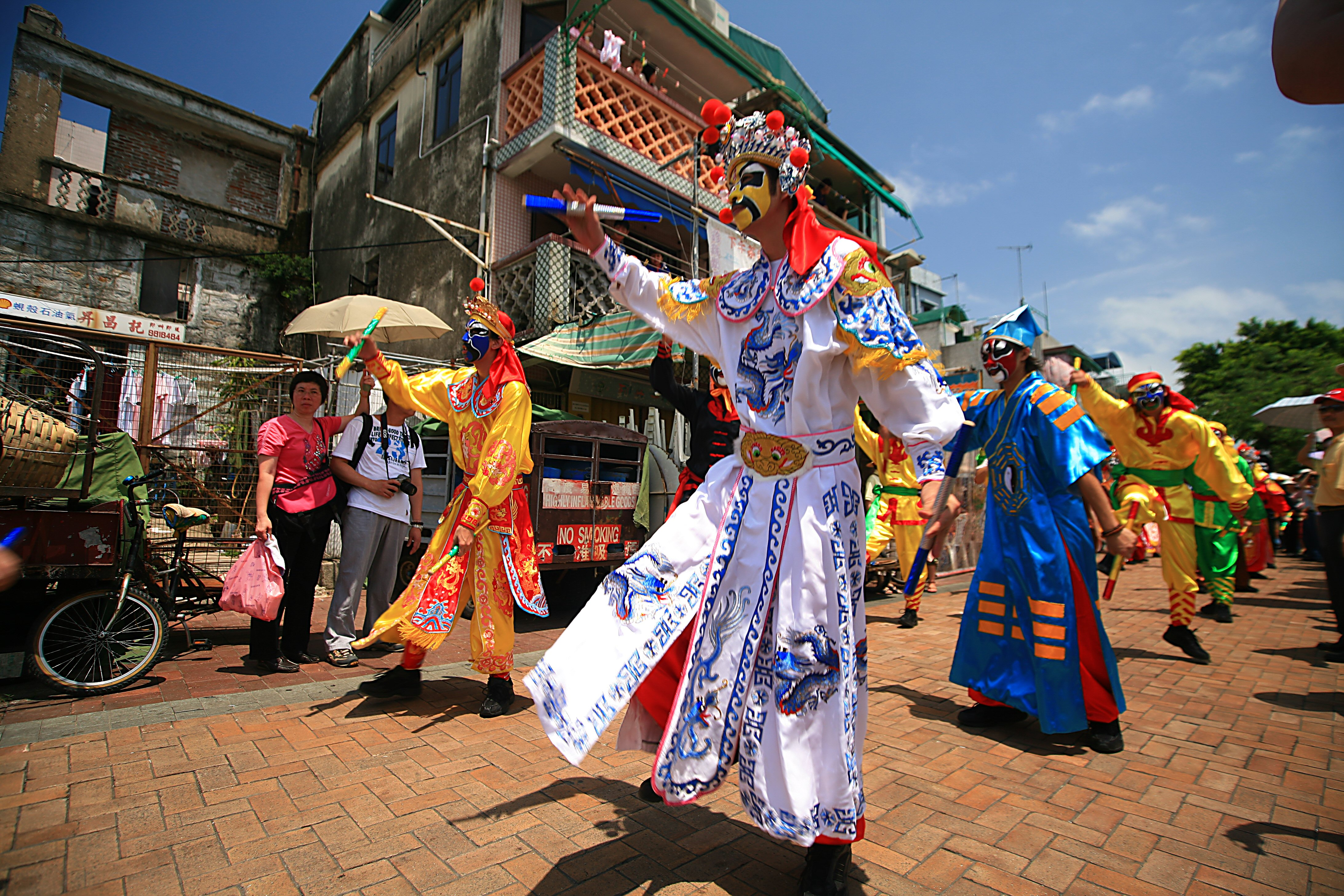
Tänzer in der Flying Colors Parade.

Das Bun Festival auf Cheung Chau zieht jedes Jahr zehntausende Schaulustige aus Hongkong und Übersee an. Es findet immer am achten Tag des Vierten Monats statt und fällt vor Ort zusammen mit dem Fest zu Buddhas Geburt. Das Festival dauert eine Woche. An drei Tagen während dieser Zeit stellt die ganze Insel die Ernährung auf vegetarisches Essen um und es gibt in den Restaurants und selbst bei McDonalds nur noch vegetarische Speisen.
Das Festival war ursprünglich ein Ritual, dass den Fischern göttlichen Beistand gegen die Übergriffe von Piraten und Gefahren auf See bringen sollte. Heute steht der religiöse Zusammenhang weitgehend im Hintergrund und das Festival ist vor allem eine Zurschaustellung von Folklore.

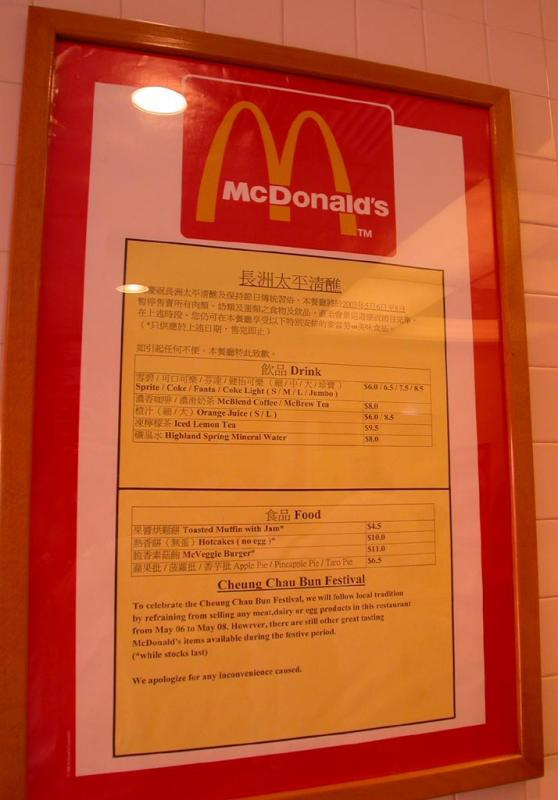
Ankündigung bei McDonald’s, dass Veggie-Burger verkauft werden.

### Parade der Helden
Neben dem traditionellen Löwentanz und Drachentanz gehören zur Prozession die Schwebenden Kinder, eine Zurschaustellung verschiedener legendarischer oder moderner Helden, die auf Schwertspitzen und Fächern (飄色) durch die Straßen getragen werden. Es handelt sich dabei um Kinder der Einheimischen, die herausgeputzt werden und auf Stahlrahmen getragen werden, so dass es scheint, als glitten sie durch die Luft. Die Eltern halten es für eine große Ehre, wenn ihre Kinder an der Prozession teilnehmen.
Die Prozession wird begleitet von lärmenden Instrumenten wie Trommeln und Gongs, die böse Geister vertreiben sollen. Angeführt wird die Prozession von der Statue von Pak Tai, dem Gott des Wassers und Geist des Nordens, dem auch der Yuk Hui Gung (玉虛宮 baoxu gong; Temple of the Jade Vacuity) geweiht ist.
Die Firma Kwok Kam Kee (郭錦記餅店, guojinji bingdian) ist der offizielle Lieferant für die Bun. Die Firma entstand vor über 40 Jahren und liefert heute mehr als 60.000 Bun für die Veranstaltung.

### Verbrennung von Papiermodellen
Eine Viertelstunde vor Mitternacht wird ein Papiermodell des König der Geister verbrannt, es werden riesige Räucherwerke entzündet und die Bun werden geerntet und an die Zuschauer verteilt. Das Fest zieht sich danach bis spät in die Nacht.

### Bun-Haschen - 搶包山
Die Hauptattraktion des Fests findet am Yuk Hui Tempel statt, wo die „包山“ (Baoshan, Bun Mountains) stehen. Drei 60-feet hohe (18,3 m) Bambustürme mit chinesischen Ping On Bun (bao, Teigbällchen) geben dem Festival seinen Namen. Früher rannten junge Männer an den Türmen hoch um ein Bun zu erhaschen. Je höher sie kamen, desto mehr Glück erhofften sich die Teilnehmer für sich und ihre Familien. Der Wettbewerb wurde als 搶包山 (qiang bao shan - bun snatching) bezeichnet. 1978 brach einer der Türme zusammen, wodurch mehr als 100 Personen verletzt wurden. In den folgenden Jahren durften nur noch drei ausgewählte Kletterer jeweils an ihrem Turm die obersten Bun erhaschen und danach absteigend die weiteren Bun herunterwerfen.

## Wiederbelebung der Bräuche

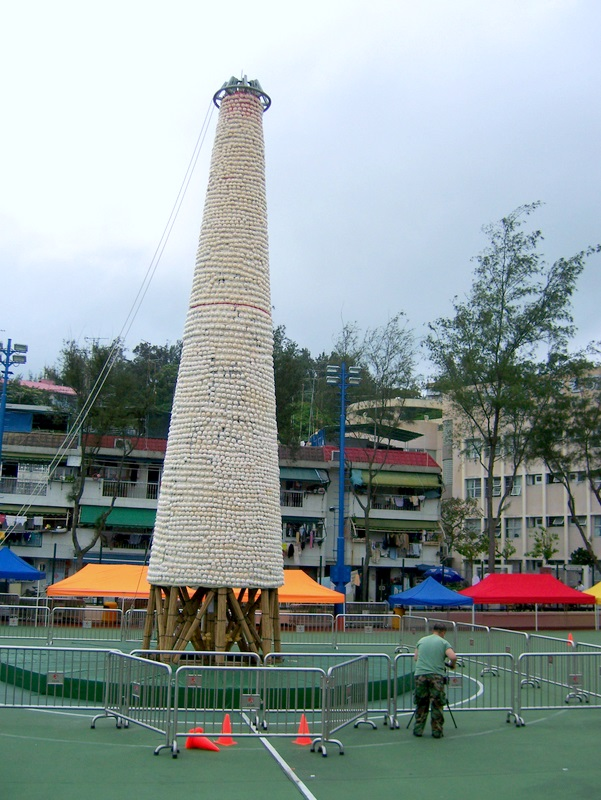
Der moderne „Bun Mountain“ für den Wettbewerb

Aufgrund des Unglücks von 1978 wurde das Ritual von der Regierung verboten. Dagegen stand der Willen der Bevölkerung, die Tradition zu ehren und zu erhalten. Neben dem enormen Druck der Bevölkerung sorgte vor allem der Zeichentrickfilm My life as McDull für nostalgische Gefühle. Aufgrund der großen Popularität wurde das Ritual dann am 15. Mai 2005 wiedereingeführt. Dafür wurden die Sicherheitsvorkehrungen verschärft. Heute sind nur noch zwölf trainierte Athleten zugelassen, die sich in vorausgehenden Wettbewerben qualifizieren müssen und anstatt des Bambus wird das Gerüst des „Bun Mountain“ aus Stahl hergestellt. Der erfolgreichste Wettkämpfer in neuerer Zeit ist Kwok Ka-Ming (郭嘉明), ein Trainer der örtlichen Feuerwehr.
Die drei „Bun Mountains“ werden weiterhin vor dem Tempel errichtet und mit traditionellen Bambusgerüsten gesichert. 2005 wurde ein Turmklettern im benachbarten Sportgelände eingeführt. Dieser Wettbewerb wurde mit besonderen Sicherheitsvorkehrungen, wie zum Beispiel Kletterausrüstung und professionellen Trainings, ausgestattet und nun nehmen auch Frauen am Wettbewerb teil. Seit 2006 gibt es zudem ein Teamwork-Event. Bei diesen Türmen, wie auch beim traditionellen „Bun-Haschen“ werden die Bun um Mitternacht entfernt.
2007 wurde bekanntgegeben, dass die Bun am Kletterturm in Zukunft aus Plastik sein werden.

### My life as McDullund das Festival
My life as McDull war ein überraschender Erfolg an Weihnachten 2001. Dieser Zeichentrickfilm war an und für sich für Kinder ausgelegt. Neben den süßen Charakteren zeigte der Film jedoch auch viele Charaktereigenschaften, die in Hong Kong geschätzt werden: hartarbeitende, pflegeleichte Menschen, die niemals aufgeben. Der „Hong Kong dream“, der im Film dargestellt wurde, riss die Zuschauer mit sich. Die Animation wurde auf computergenerierten Hintergründen hergestellt, behielt aber den Eindruck einer handgezeichneten Geschichte. In einem Abschnitt des Films entscheidet sich das Schweinchen McDull, hart zu trainieren, damit er an der Olympiade teilnehmen kann, genau wie der Hongkonger Olympionike Lee Lai-shan. Allerdings macht er den Fehler, Cheung Chau bun-snatching zu trainieren. Als er feststellt, dass diese Disziplin gar keine olympische ist, schreibt seine Mutter einen Brief an den Vorsitzenden des Internationalen Olympischen Komitees (IOC) und bittet darum, dass er das Sportereignis in seine Liste mit aufnimmt.
Wahrscheinlich beeinflusste der Erfolg dieses Films das Hong Kong Tourism Board, so dass das Ritual wiederbelebt werden durfte. Es sorgte jedoch für Spott, als der Secretary for Home Affair, Patrick Ho Chi-ping, bekanntgab, er würde das IOC kontaktieren um den „Sport“ anzuerkennen.

## Ursprung
Eine Legende berichtet, dass im 18. Jahrhundert die Insel durch eine Epidemie heimgesucht wurde und von Piraten verwüstet, bis die Fischer vor Ort eine Statue des Gottes Pak Tai auf die Insel brachten. Indem die Statue durch die Gassen getragen wurde, vertrieb sie die bösen Geister. Auch die Dorfbewohner verkleideten sich als Gottheiten und wanderten über die Insel um böse Geister zu vertreiben.

### Gottheiten
Pak Tai
Pak Tai (北帝 beidi; 黑帝 heidi), der Gott des Wassers und Geist des Nordens, ist im Yuk Hui Tempel beheimatet. Als Wassergottheit spielte er früher eine wichtige Rolle für die Fischer und Seeleute. Seine Verehrung soll gute Seefahrtbedingungen und gute Fänge für die Fischer einbringen. Seine Verehrer bezeichnen ihn als „Pei Fang Chen Wu Hsuan T'ien Shang Ti“ (Wahren Kämpfer und Obersten Gott des Tiefen Himmels des Nordens - True Soldier and Superior Divinity of the Deep Heaven of the North).
Tin Hau (Lin Mo Niang)
Die zweite wichtige Gottheit ist die Meeresgöttin Tin Hau, die Beschützerin aller Seefahrer. Sie wird verehrt, damit sie Warnungen vor Stürmen schickt und in Seenot geratene Fischer beschützt.
Hung Hsing
Hung Hsing ist der schreckliche Gott des Südens mit bedrohlichen Kopfputz, unfreundlichem Gesicht, buschigem schwarzen Bart und Stab, mit dem er die Feinde erschlägt.
Kuan Yin
Zur Parade gehört auch die buddhistische Guanyin, die Bodhisattva des Mitgefühls mit ruhigem und mitfühlendem Gesicht.

## Kritik
Anlässlich des Festivals verderben tausende von Hefeklöße beim sogenannten Qiangbaoshan-Wettbewerb („Bun-Haschen“, englisch Bun snatching) aufgrund des heißen Wetters und Menge. Gewöhnlich werden die Hefeklöße ohne Konservierungsstoffe hergestellt und verderben daher sehr schnell bei heißem, feuchten Wetter in Hongkong. Beispielsweise waren 2015 beim Cheung Chau Bun Festival zehntausende der Hefeklöße (Ping on bun) verdorben und landeten anschließend auf der Müllhalde. Der Komitee für die Planung und Durchführung des Fests, der Cheung Chau Council, kaufte ersatzweise die Hefeklöße von allen Bäckereien auf der Insel Cheung Chau auf und verteilte diese an die Besucher, um die Verschwendung von Lebensmitteln zu vermeiden. Ein Hefekloß kostete damals etwa sechs bis sieben HK$. Als weitere Maßnahme führte 2007 der Veranstalter des Festivals Plastik-Attrappen bei dem Qiangbaoshan-Wettbewerb („Bun-Snatching-Wettbewerb“, „Bun-Scrambling-Wettbewerb“) ein.